# Liste der Direktoren des British Museum
Der Direktor des British Museum (Director of the British Museum) ist der Leiter des British Museum in London. Er ist verantwortlich für die allgemeine Verwaltung und die Finanzverwaltung, für die er gegenüber der Regierung des Vereinigten Königreichs Rechenschaft ablegen muss. Das British Museum hatte 2023 rund 1.000 Beschäftigte. Das Entwickeln von Strategien und einige Aufsichtsfunktionen obliegen dem Board of Trustees. Seine ehrenamtliche Mitglieder werden von der Regierung und der Krone ernannt. 
Bei Gründung des Museums wurde das höchste Amt mit „Principal Librarian“ (Leitender Bibliothekar oder Oberbibliothekar) bezeichnet. 1898 wurde es in „Director and Principal Librarian“ (Direktor und Leitender Bibliothekar) und 1973 anlässlich der Trennung von British Museum und der neugegründete Nationalbibliothek, der British Library, in „Director“ umbenannt.

## Principal Librarian of the British Museum (1756)
- 1756–1772 Gowin Knight (1713–1772)
- 1772–1776 Matthew Maty (1718–1776)
- 1776–1799 Charles Morton (1716–1799)
- 1799–1827 Joseph Planta (1744–1827)
- 1827–1856 Henry Ellis (1777–1869)
- 1856–1866 Anthony Panizzi (1797–1879)
- 1866–1873 John Winter Jones (1805–1881)
- 1873–1888 Edward Augustus Bond (1815–1898)
- 1888–1898 Edward Maunde Thompson (1840–1929)

## Director and Principal Librarian of the British Museum (1898)
- 1898–1909 Edward Maunde Thompson
- 1909–1931 Frederic G. Kenyon (1863–1952)
- 1931–1936 George Francis Hill (1867–1948)
- 1936–1950 John Forsdyke  (1883–1979)
- 1950–1959 Thomas Downing Kendrick  (1895–1979)
- 1959–1969 Frank Francis (1901–1988)
- 1969–1974 John Wolfenden (1906–1985)

## Director of the British Museum (1973)
- 1974–1977 John Pope-Hennessy  (1913–1994)
- 1977–1992 David M. Wilson (* 1931)
- 1992–2002 Robert G. W. Anderson (* 1944)
- 2002–2015 Neil MacGregor (* 1946)
- 2016–2023: Hartwig Fischer (* 1962)
- seit 2024: Nicholas Cullinan (* 1977)